# Ander Astralaga Aranguren
Ander Astralaga Aranguren (Berango, 3 de març de 2004) és un futbolista basc que juga com a porter al Granada CF cedit pel Futbol Club Barcelona.

## Carrera de club

### Primers anys
Nascut a Berango, Astralaga va començar la seva carrera amb el club local Karabigane. El 2014, es va traslladar a l'Athletic Club juvenil. L'estiu del 2018 Astralaga va arribar a La Masia i es va incorporar a l'equip sub-16. Allà va continuar creixent i, a través del planter de l'equip, va jugar el seu primer partit amb el Barça Atlètic contra el Betis Deportivo el 27 de març de 2022.
El 28 de gener de 2023 Astralaga va ser inclòs per primera vegada a la plantilla de la jornada contra el Girona FC. L'abril de 2023 va arribar a un acord amb el FC Barcelona per prorrogar el seu contracte fins al juny de 2025. En l'últim partit de 2023, el 22 de desembre a Dallas, va fer el seu debut no oficial amb l'equip sènior durant un amistós contra el Club Amèrica.

## Internacional
Ander Astralaga ha representat Espanya en l'àmbit internacional juvenil. El 10 d'octubre de 2021 va debutar amb la selecció espanyola de futbol sub-18 contra Romania Sub-18. Va jugar un total de sis partits, abans d'ascendir a l'equip sub-19. El 29 d'agost de 2022, Astralaga va debutar amb l'equip sub-19 contra Israel sub-19 en un amistós, que va acabar amb un empat 0-0. En el seu tercer partit amb l'equip sub-19 el 10 de juliol de 2023 va jugar contra Noruega sub-19 al Campionat d'Europa sub-19, en un partit que va acabar amb un empat 0-0.

## Palmarès
FC Barcelona
- 1 Supercopa d'Espanya: 2025[9]
- 1 Copa del Rei: 2024–25[10][11]